# I Am Angela
I Am Angela è un film pornografico distribuito il 28 settembre 2018 prodotto da Evil Angel e diretto da Evil Chris che ha come protagonista l'attrice e regista pornografica Angela White, considerata una delle più importanti dell'industria a luci rosse. Il film è la seconda uscita della trilogia I Am, insieme ad I Am Katrina (2017) e I Am Riley (2019).

## Trama
I Am Angela è un documentario sulla vita della pornoattrice australiana e vincitrice del premio come Female Performer of the Year Angela White, nel quale si alternano interviste, sequenze di documentari e scene di sesso. Il film è composto da cinque scene, ognuna diretta da un regista diverso.
Evil Chris ha realizzato interviste, documentari e alcuni scene hardcore; Jonni Darkko ha diretto la scena di Angela con Mick Blue, Markus Dupree e Steve Holmes, con doppia penetrazione anale e tripla penetrazione; Dana Vespoli ha diretto ed interpretato una scena di sole ragazze insieme ad Angela White e Joanna Angel; Joey Silvera ha diretto la prima scena TS di Angela insieme alla pornoattrice transessuale Chanel Santini; John Stagliano, regista e fondatore dello studio Evil Angel, ha diretto la prima scena di Angela insieme a Rocco Siffredi.

## Riconoscimenti
AVN Awards
- 2019 - Best Anal Sex Scene a Angela White e Rocco Siffredi
- 2019 - Best Director - Non-Feature a Evil Chris
- 2019 - Best Editing a Evil Ricky
- 2019 - Best Marketing Campaign - Individual Project
- 2019 - Best Star Showcase

XRCO Award
- 2019 - Best Star Showcase